# Asociace (psychologie)

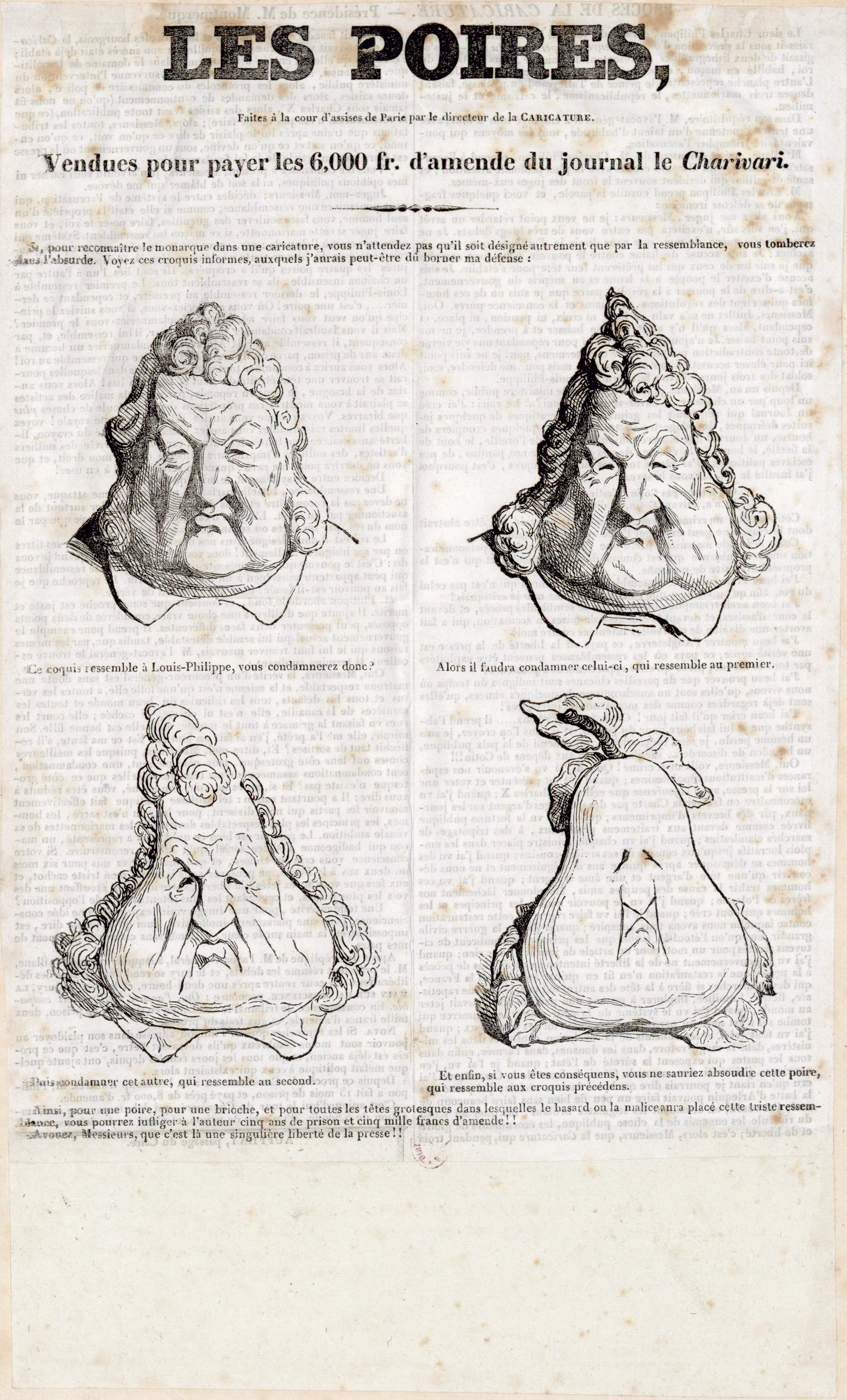
Obrázek ukazující jev asociace

Asociace (z lat. socius, společný) je spojení mezi jednotlivými psychickými vjemy, myšlenkami, pocity, náladami apod. Tímto spojením vysvětlovala myšlení asociační hypotéza. Význam pojmu „asociace“ je sdružení, spojení. 
Asociace je v psychologii termín označující spojení mezi koncepčními subjekty nebo duševními stavy, které vyplývají z podobnosti mezi těmito duševními stavy nebo jejich blízkosti v prostoru nebo času. Představa asociace, jako interakce mezi skutečně přijatými vjemy a vlastními představami a souvisejícími pocity, pochází od Platóna a Aristotela. Na jejich dílo navázali filozofové jako John Locke, David Hume, David Hartley, James Mill, John Stuart Mill a Alexander Bain. Asociace má své místo v moderní psychologii v takových oblastech, jako jsou reflexy a modely neuronových sítí paměti.
Asociace představ je vybavení jedné představy či myšlenky působením jiné, která je s ní nějakým způsobem spojena (včetně spojení podvědomého). Běžný jev v duševní činnosti. Na asociacích jsou založeny některé psychologické testy. Bizarní, pro okolí nepochopitelné asociace lze zaznamenat u schizofrenie.
Acociace – spojení vytvářející se za určitých podmínek mezi psychickými jevy (vjemy, myšlenkami, city) tak, že vybavením jednoho se vyvolává i druhý. Příklad: „A v mozku mi zas naskočila podivná asociace.“